# قعر کلبین
قعر کلبین (به عربی: قعر کلبین) یک روستا در سوریه است که در ناحیه اخترین واقع شده‌است. قعر کلبین ۶۱۸ نفر جمعیت دارد.